# En god dag at gø
En god dag at gø er en dansk animationsfilm fra 1998 med instruktion og manuskript af Bo Hagen Clausen.

## Handling
Det handler om kærlighed. Det handler om lykke og om det der kan føles sådan. Kærlighed er det, som binder os sammen. Lykken er en lyserød bold med sorte prikker. Måske finder man lykken på den anden side af de grønne bakker.